# Theaterkulturverband

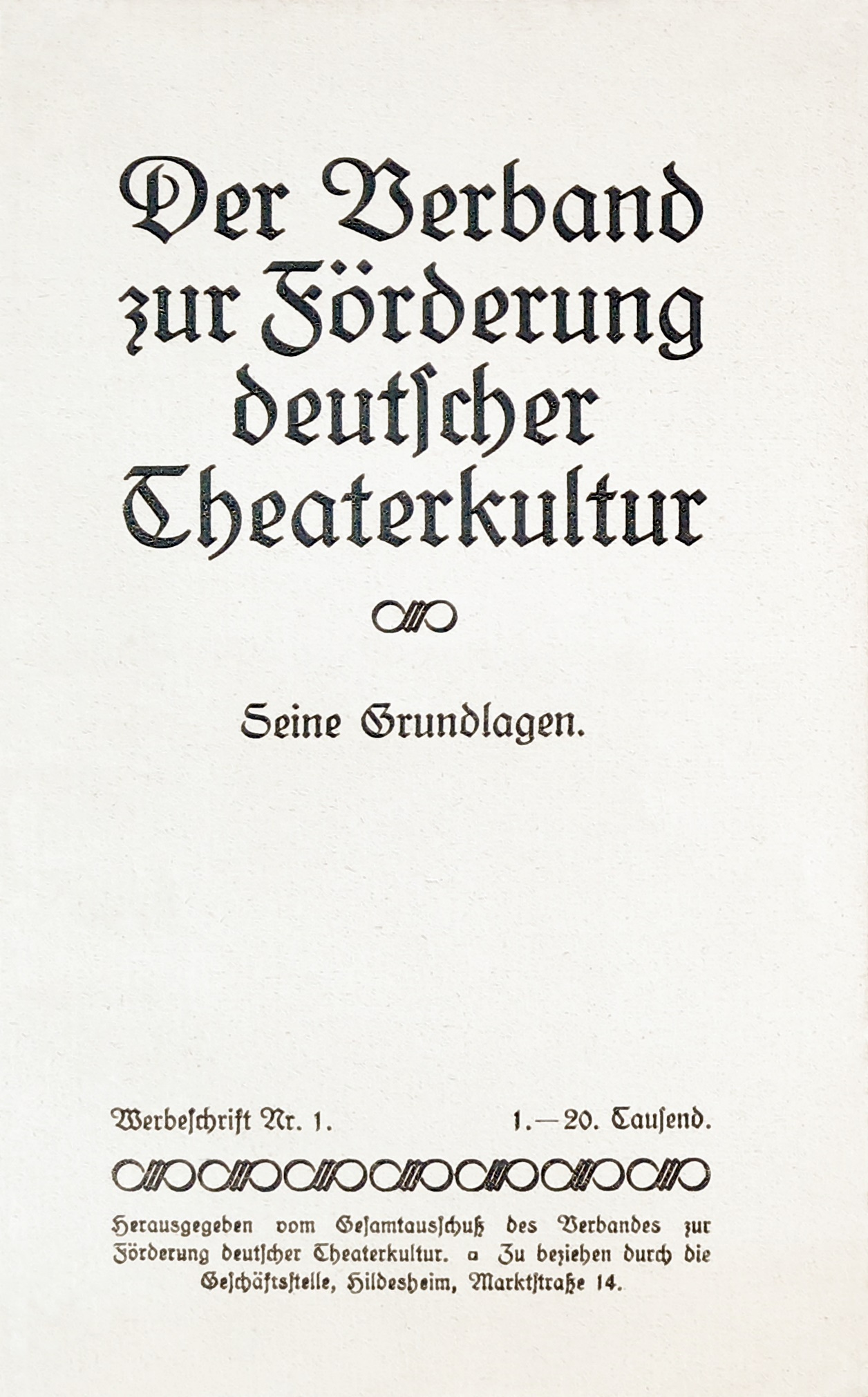
Werbeschrift (Nr. 1) des Theaterkulturverbandes nach seiner Gründung am 27. August 1916

Der Theaterkulturverband (Verband zur Förderung des deutschen Theaters, TKV) war eine deutsche Theaterreformvereinigung und bestand in den Jahren 1916 bis 1923. Kirchliche Kulturkreise, Berufsgenossenschaften und Intendanten waren ebenso vertreten Politiker aus Reichstag, Landtagen und Kommunen. Mit dem Ende des Ersten Weltkrieges gingen seine korporativen Mitglieder eigene programmatische Wege und begründeten den Bühnenvolksbund, den Verband der Volksbühnenvereine und die Preußische Landesbühne.

## Vorgeschichte
Reformansätze zur künstlerischen und ökonomischen Professionalisierung des Theaters hatte es im 19. Jahrhundert verschiedentlich gegeben, vorbildlich durch Eduard Devrient und seine Schrift Das Nationaltheater des neuen Deutschland sowie die Immermann’sche Musterbühne. Im Jahre 1869 wurden die Theater im Norddeutschen Bund dem § 32 der Reichsgewerbeordnung und damit der völligen Gewerbefreiheit überstellt. „Schlagartig stieg die Zahl der Bühnen um 90 an, und nach 15 Jahren gab es in Deutschland nicht mehr 200, sondern 600 Theater, die zu 80 % lediglich um des Geschäftes willen betrieben wurden und sich willig dem niedrigsten Publikumsgeschmack beugten.“ Neben sentimentalen Kitsch-Stücken, meist importierte Stücke des Pariser Boulevards, wurden auch die Dramen des Naturalismus mit ihren Elendsdarstellungen vom Bürgertum als weiterer Verfall der Kunst bewertet. Die Arbeitsbedingungen für die Schauspieler waren überaus prekär. Die Bühnengenossenschaft forderten Normverträge und die Ausarbeitung eines Reichstheatergesetzes und standen in fortlaufender Auseinandersetzung mit dem Deutschen Bühnenverein. Die Reformansätze der Meininger und der Freien Volksbühne in Berlin fanden hohe Beachtung. Hingegen fielen die Spielpläne des ersten Weltkriegswinters 1914/15 fielen durch billige „hurra-patriotische Gelegenheitswerke“ auf.

## Gründung
Erste Planungen zur Gründung eines Theaterkulturverbandes bestanden bereits im Sommer 1914. Im Rahmen einer Tagung des katholischen Augustinus-Vereins im Berliner Abgeordnetenhaus wurde ein Programmentwurf zu einer „Zentralstelle zur Interessierung der deutschen Katholiken am Theater“ erarbeitet. Initiator war Wilhelm Karl Gerst, zu jener Zeit Chefredakteur in Hildesheim erscheinenden „Hannoverschen Volkszeitung“. Wegen des Ausbruchs des Ersten Weltkrieges kamen die Planungen vorerst zum Erliegen, dennoch baute Gerst das Netzwerk von Intendanten, sowie Kulturpolitikern von Zentrum und Kirchen, SPD, Liberalen und Alldeutschen aus. Ein Gründungsausschuss verschickte im Juni 1916 einen „Aufruf zum Beitritt“. Diese spiegelte den Geist der Burgfriedenspolitik und bezog sich mit seinem christlich-katholisch geprägten Kultur-Idealismus auf Schillers Konzept der „Schaubühne als moralische Anstalt“. Im Aufruf hieß es:
„Das Theater muß wieder den echten deutschen Sinn offenbaren, es muß unser Ringen und Arbeiten, unser Lachen und Weinen in künstlerischer Läuterung widerspiegeln, es muß von neuem Kraft und Freude unseres ganzen Volkes werden. Mit solchen Zielen und Idealen sagen wir den Stätten des Niederganges und Verfalls unter ihnen den Kampf an. Wir wollen durch einträchtiges, kunstfrohes Zusammenwirken und frei von allen engherzigen Bindungen neues Leben auf Deutschlands Bühnen wecken und im Anschluß an die bestehenden Einrichtungen den Weg zu einer wahren deutschen Theaterkultur bereiten helfen. Die Theaterkultur-Bewegung muß eine Massenbewegung werden, sie muss getragen werden von dem sittlichen Willen des ganzen Volkes. War seither das Theater ein Mittel geworden, unser Volk auf den gefährlichen Weg gen Paris zu drängen, so soll es nun helfen, den neugeweckten deutschen Geist mit seinem sittlichen Ernst, seiner Freude am Vaterland zu festigen durch die Pflege ernster und heiterer, stets aber echter Kunst.“

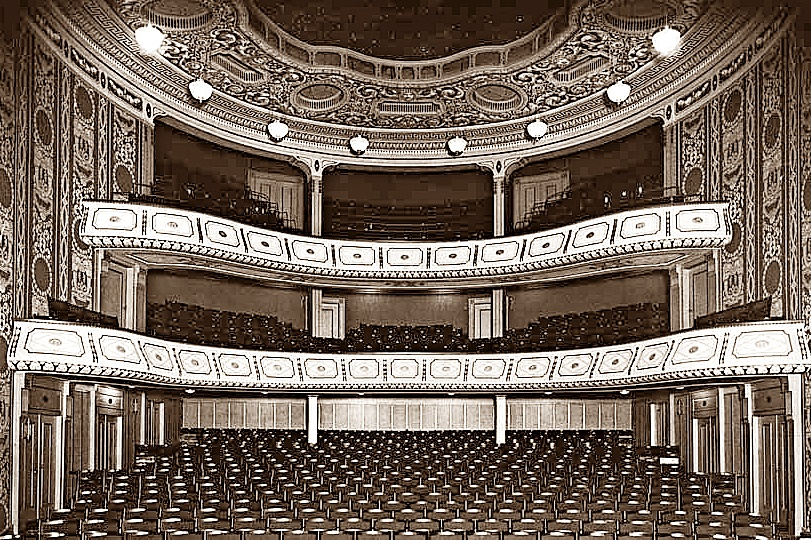
Hildesheimer Stadttheater, Schauplatz der Gründungsversammlung

Nachdem dieser Aufruf von mehr als 1000 Personen des öffentlichen Lebens unterzeichnet worden war, luden die Initiatoren zu einem Gründungstreffen für den 26.–27. August 1916 nach Hildesheim. Unter den Anmeldungen waren seitens des Theaters 30 Bühnenleiter und Dramaturgen sowie 128 dramatische und andere Schriftsteller, seitens der Medien 117 Redakteure und Zeitungs-/Buchverleger, aus dem Bildungsbereich 60 Hochschullehrer und Schuldirektoren, aus der Politik 21 Reichstagsabgeordnete aller Fraktionen, 19 Landtagsabgeordnete sowie 44 Bürgermeister und Stadtabgeordnete. Auf dieser konstituierenden Versammlung wurde nach einer Reihe von Vorträgen und Diskussionen, die im Wesentlichen vom Rechtsanwalt Ludwig Seelig verfasste Satzung beschlossen, in der es unter anderem hieß:
§ 2. Der Verein bezweckt den Zusammenschluß aller Deutschen zur Hebung und Förderung des deutschen Theaters als Pflegestätte der Kunst im Geiste deutscher Bildung und Gesittung. Er will vor allem das Theater allen Schichten des Volkes zugänglich machen, das Verständnis für die nationale Bühnenkunst und ihre Bedeutung wecken und Mißstände im Theaterwesen bekämpfen.
Der Verein bezweckte einen Zusammenschluss von korporativen und künstlerischen Kulturschaffenden (Behörden, Vereine, Theater, schaffende und ausübende Künstler, Einzelpersonen) auf paritätischer Grundlage unter Wahrung der Freiheit künstlerischen Schaffens und der Selbstständigkeit der angeschlossenen Körperschaften. Hauptziele des Verbandes waren: Förderung der staatlichen und städtischen Theater-Eigenbetriebe (Stadttheater, Städtebundtheater, Stadtorchester, Volksbühnen, Verbands- und Landschaftstheater), Erarbeitung einer Theatergesetzgebung, Vorträge und Veranstaltungen, Veröffentlichung von Schriftenreihen. Zur Grundlage der sozialpolitischen Arbeit wurde die vom GDBA-Syndikus Dr. Ludwig Seelig verfasste Schrift Geschäftstheater oder Kulturtheater. Die dramaturgischen Leitlinien beschrieb Ernst Leopold Stahl 1017 in seiner Schrift Wege zur Kulturbühne.

## Organisation
Entsprechend der beschlossenen Satzung sollte jährlich eine Mitgliederversammlung stattfinden. Die Kontrolle lag bei einem Gesamtausschuss, dessen 30 Mitgliedern je auf drei Jahre gewählt wurden (nach der Satzungsreform von 1917 ein Verwaltungsrat). Der Gesamtausschuss wählte zur operativen Leitung des Verbandes einen sechsköpfigen Vorstand mit Vorsitzendem und Geschäftsführer. In Städten mit mehr als 20 Mitgliedern sollten Ortsausschüsse entstehen. Der Vorstand bestimmte zu seiner Unterstützung fünf Unterausschüsse: Finanz-, Propaganda-, Organisations-, Musik- und literarischer Ausschuss. Prägende Mitglieder waren:
- Wilhelm Karl Gerst, Chefredakteur der Hildesheimschen Zeitung/Hannoversche Volkszeitung und Generalsekretär des Verbandes
- Ernst Leopold Stahl, Theaterkritiker der „Neuen Badischen Landeszeitung“ in Mannheim und Vorsitzender des „Literarischen Ausschusses“, später Verwaltungsrat des TKV
- Ludwig Seelig, Syndikus des „Kartells der deutsch-österreichischen Bühnen- und Orchestermitglieder“ und Leiter des Organisationsausschusses, später Verwaltungsrat des TKV
- Gustav Rickelt, Präsident der Genossenschaft deutscher Bühnenangehöriger, später Verwaltungsrat des TKV

Zu den Unterstützern zählten auch Theaterintendanten wie Max Martersteig, Ernst Immisch, Ernst von Possart, Alfred Reucker oder Carl Hagemann. Bis 1917 hatte der Verband bereits 22 Ortsvereine gegründet und erreichte nach eigenen Angaben zehntausend Mitglieder. Ortsvereine in weiteren 100 Städten waren in Vorbereitung. Die aktivsten Ortsvereine, die mit zahlreichen Veranstaltungen das kulturelle Leben der örtlichen Theaterszene bestimmten, bestanden in Hannover, Hildesheim, Heidelberg, Mannheim und Schwerin.

## Wandertheater und Heimatfronttheater

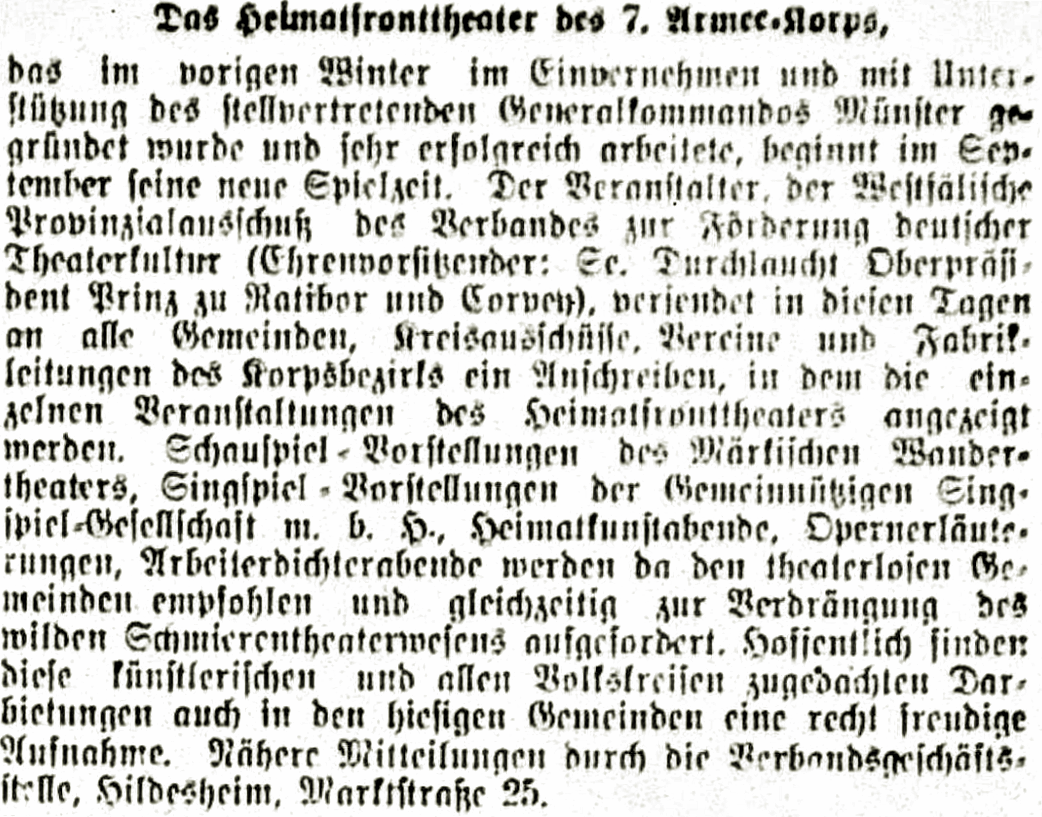
Heimatfronttheater im Rheinland

Abseits der Großstädte existierte Theater nur in Form gelegentlicher „Wanderbühnen“ oder Gastspielen mit minderer Qualität an ungeeigneten Orten. Der TKV bemühte sich um Abhilfe durch die Institutionalisierung von Wandertheatern mit festen Ensembles und größeren Tourneen. Das gleichzeitige Interesse der Heeresleitung an Unterhaltungsangeboten für die Zivilbevölkerung und die Truppen hinter der Linie (Kasernen, Lazarette) führte zu einer Schnittmenge in Form der Heimatfronttheater. Diese entstanden zunächst als „Singspieltruppen“ im Bereich des X. Armeekorps (Hannover) und des VII. Armeekorps (Westfalen), weitere Ensembles entstanden im Bereich des IV. Armeekorps (Magdeburg) und des VIII. Armeekorps (Koblenz). Die Tourneen dieser Wanderspielgruppen boten eine Theaterversorgung in Mittel- und Kleinstädten ohne Bühnenhäuser und erweisen sich für den Theaterkulturverband als großer finanzieller Erfolg. Wilhelm Gerst plante für den Winter 1918/19 bereits den Aufbau von 8 weiteren Singspieltruppen im Rahmen einer eigenen GmbH, geriet aber dabei in Konflikt mit der Leitung des Theaterkulturverbandes, der ein Abweichen von den ursprünglichen Verbandszielen befürchtete. Dennoch schuf der Theaterkulturverband damit die Voraussetzungen für die Organisation gemeinnütziger Wanderbühnen nach 1918.

## Spaltung, Konsolidierung und Ende

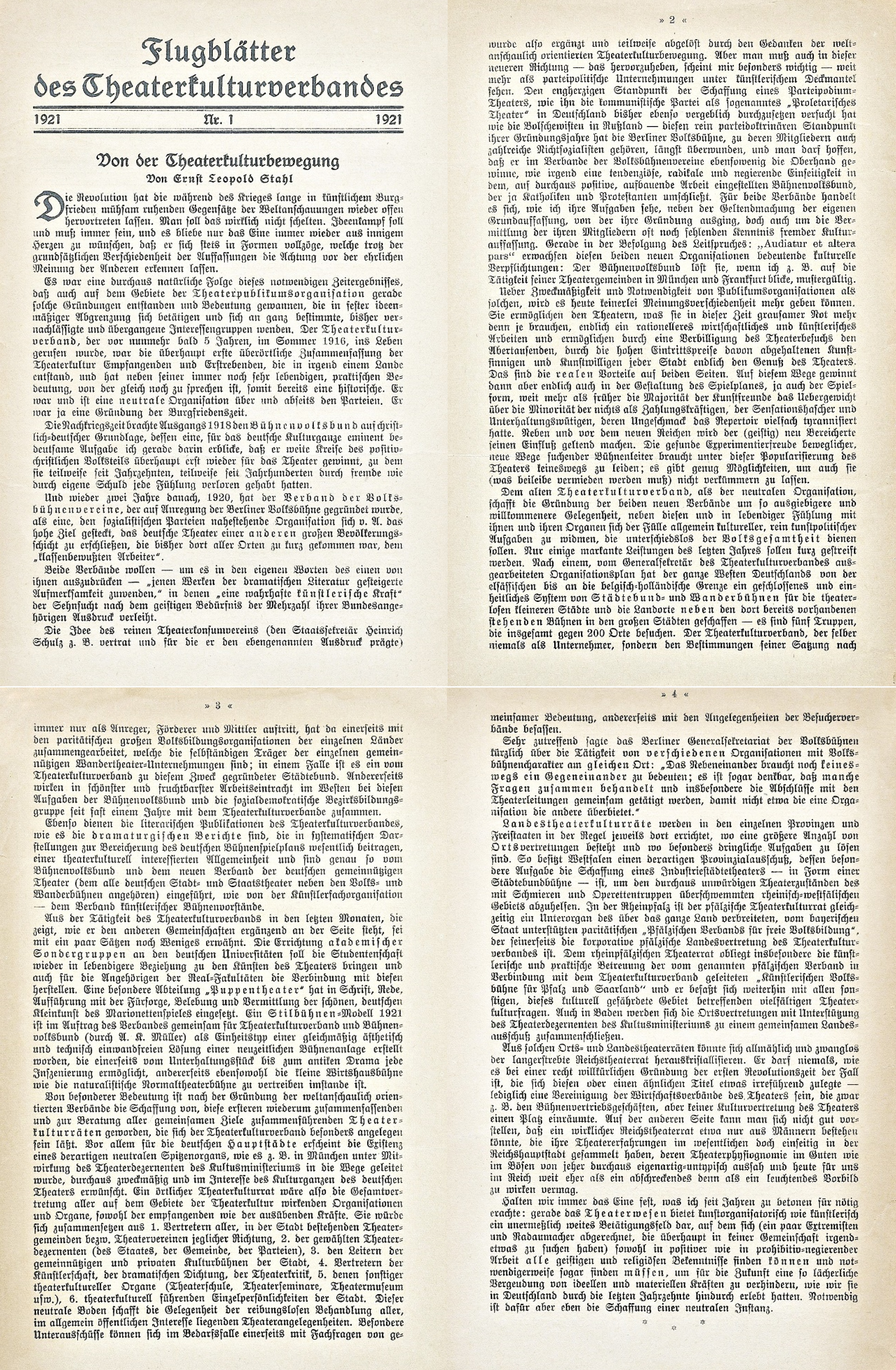
Ernst Leopold Stahl: Von der Theaterkulturbewegung. In: Flugblätter des Theaterkulturverbandes, Nr. 1, 1921

Die Heterogenität der am Verband beteiligten Korporationen und Personen führte Ende 1918 zu Spaltungstendenzen. Auch Gersts Bemühungen um eine finanzielle Bezuschussung durch das Land Preußen wurden vom Verwaltungsrat abgelehnt, weil sich dessen sozialdemokratische Mitglieder in einen Interessenskonflikt zwischen ihrer politischen und kulturellen Arbeit gestellt sahen. Die katholischen Initiatoren hingegen befürchtete einen erstarkenden Einfluss des Liberalismus und der Sozialdemokratie. Als ein neuer Satzungsentwurf, der den Verband unter die alleinige Trägerschaft der kirchlichen Kreise stellen sollte, abgelehnt wurde, begann Gerst im Winter 1818/19 mit der Ausgründung eines eigenständigen christlichen Verbandes, dem Bühnenvolksbund als Theaterkonsumentenorganisation. Eine eigene Linie verfolgten auch die sozialdemokratisch orientierten Mitglieder, die ihre Planungen für den Verband der Volksbühnenvereine begannen. Ludwig Seelig wechselte 1919 als Dezernent für Theaterwesen ins preußische Kulturministerium und rief dort die Preußische Landesbühne ins Leben.
Der Verwaltungsrat beauftragte im Mai 1919 Ernst Leopold Stahl mit der weiteren Geschäftsführung des Theaterkulturverbandes. Stahl konsolidierte den Verband trotz der weitreichenden Abwanderung von Mitgliedern zwischen 1920 und 1923 unter neuem Namen „Zentralstelle für Theaterkultur“ als überparteiliche Beratungsstelle für regionale Theaterräte. Wenngleich die Gründung von Wanderbühnen im Raum Schwaben, Württemberg und dem Saarland recht erfolgreich verliefen, verengte sich der Aktionsradius  auf den west- und südwestdeutschen Raum und die Ortsverbände in Karlsruhe, Mannheim und Konstanz. Finanzielle Probleme verstärkten sich infolge der Inflation, was zur Aufgabe der „Dramaturgischen Berichte“ führte. Der Verband stellte daher 1923 seine aktive Arbeit ein, im August 1926 wurde auf der letzten Vorstandssitzung die endgültige Auflösung des Verbandes beschlossen.

## Publikationen
Der Verband begann mit einer „Schriftenreihe für Theaterkultur“, die vor allem die auf den Tagungen gehaltenen Reden und Vorträge publizierte. Es folgten die von ernst Ludwig Stahl herausgegebenen „Dramaturgischen Berichte“ mit Aufführungsberichten von Dramaturgen und Regisseuren, Rezensionen aktueller Inszenierungen und Wiederentdeckungen vergessener Stücke. Es gab Sonderpublikationen u. a. zum Freilichttheater und dem Kindertheater. Daneben wurden überwiegend Flugblätter und Richtlinien zur verbandsinternen Abstimmung publiziert.

### Primärliteratur
- Ludwig Seelig: Geschäftstheater oder Kulturtheater. Herausgegeben von der Genossenschaft Deutscher Bühnen-Angehöriger. Berlin 1913
- Der Verband zur Förderung deutscher Theaterkultur. Seine Grundlagen. Werbeschrift Nr. 1. Hildesheim 1916
- Denkschrift über den Verband zur Förderung deutscher Theaterkultur. Hildesheim 1917
- Ernt Leopold Stahl: Wege zur Kulturbühne. Diederichs. Jena 1917
- Rudolf Karl Goldschmit: Die Schaubühne nach dem Kriege. Darmstadt 1917
- Wilhelm Karl Gerst: Die deutschen Katholiken und der Theaterkulturverband. Verlag der Volkskunst. Mönchen-Gladbach 1918

### Sekundärliteratur
- Konrad Dussel: Die Kunst dem Volke. Zur ökonomischen, sozialen und kulturellen Bedeutung der Theaterbesucherorganisationen 1889–1950. In: LiTheS. Zeitschrift für Literatur- und Theatersoziologie 10 (2017). Sonderband 5: Musiktheater in Deutschland in der ersten Hälfte des 20. Jahrhunderts. S. 219–247, PDF (Memento vom 20. März 2022 im Internet Archive)
- Peter Stoltzenberg: Ernst Leopold Stahl und der „Verband zur Förderung deutscher Theaterkultur“. Albertus-Magnus-Universität zu Köln. Dissertation. Berlin 1958
- Gregor Kannberg: Der Bühnenvolksbund. Aufbau und Krise des Christlich-Deutschen Bühnenvolksbundes 1919–1933. Köln 1997